# 内普塔利·冈萨雷斯
内普塔利·阿尔瓦罗·冈萨雷斯（英語：Neptali Alvaro Gonzales，1923年6月10日—2001年9月16日），是菲律宾的政治家，曾任菲律宾参议院议长、司法部部长。